# Motutohe Island
Motutohe Island ist eine Insel in der Ostküste der Region Northland im Norden der Nordinsel von Neuseeland.

## Geographie
Motutohe Island befindet sich rund 29 km nordöstlich von Whangārei und rund 2,9 km nördlich der Mündung des Whananaki Inlet in den Pazifischen Ozean. Die längliche Insel liegt ca. 120 m vom Festland entfernt und erstreckt sich mit einer Höhe von über 20 m über eine Länge von rund 410 m in Nordnordwest-Südsüdost-Richtung und weist eine maximale Breite von rund 165 m auf. Die Flächenausdehnung beträgt rund 4,8 Hektar.